# Grisélidis Réal

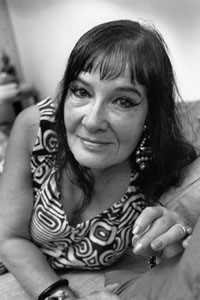
Grisélidis Réal, 1998

Grisélidis Réal (* 11. August 1929 in Lausanne; † 31. Mai 2005 in Genf) war eine Schweizer Prostituierte, Künstlerin und Buchautorin. Sie gilt als Pionierin der Prostituierten-Bewegung in der Schweiz und international.
Réal, auch Gisèle genannt, wuchs im ägyptischen Alexandria auf. Als sie acht Jahre alt war, starb ihr Vater; die Mutter kehrte sodann mit ihren drei Töchtern in die Schweiz zurück. In Zürich besuchte sie die Kunstgewerbeschule.
Réal eröffnete 1952 die erste Galerie in Locarno und stellte nicht figurative Kunstwerke aus Paris aus. Da sich die etablierte Kunstszene in Locarno durch die Werke bedroht fühlte, zog die «Galerie Cittadella» nach Ascona. Der zwanzigjährige Pierre Casè konnte seine Werke in der Galerie ausstellen.
In den frühen 1960er-Jahren zog Réal nach Deutschland und begann als Prostituierte zu arbeiten. Nach einer sechsmonatigen Gefängnisstrafe in München wegen Marihuana-Schmuggels wurde sie 1963 ausgewiesen. Im Gefängnis begann sie ihr literarisches Schreiben; sie schrieb und zeichnete in ihrem Tagebuch.
Gegen Mitte der 1970er Jahre kam Réal mit der Prostituiertenbewegung in Frankreich in Kontakt und wurde zu einer ihrer wichtigsten Aktivistinnen. So hielt sie Vorträge über das Thema Prostitution in Europa und Amerika.
Ihr Tagebuch wurde nach ihrem Tod entdeckt und veröffentlicht. Sie war Mutter von vier Kindern.
Am 4. Dezember 2024 wurde durch die Schweizerische Depeschenagentur (SDA) bekannt, dass die Stadt Genf einen öffentlichen Platz nach Réal benannt hat. Er befindet sich im Quartier «Les Pâquis» an der Kreuzung von der Rue Philippe-Plantamour mit der Rue du Léman.

## Werke
- Le Noir est une couleur. Balland, Paris 1974
  - deutsche Ausgabe: Erinnerungen einer Negerhure. Autobiografischer Roman. Piper, München 2008, ISBN 978-3-492-04955-9
- La Passe imaginaire. L’Aire, Vevey 1992
- Mémoires de l'Inachevé 1954 - 1993
- À feu et à sang. Le Chariot, Genève 2003g
- Carnet de Bal d'une Courtisane – 2005
- Suis-je encore vivante?: Journal de Prison – erschienen 2008
- Les Sphinx. Verticales, Paris 200
- Jean-Luc Hennig: Grisélidis, courtisane. Albin Michel, Paris 1981